# Grüne Partei in der DDR
Die Grüne Partei in der DDR (Kurzbezeichnung Grüne Partei, ab September 1990 Die Grünen) wurde am 24. November 1989 konstituiert und auf ihrem ersten Parteitag am 9. Februar 1990 formell gegründet. Einen Tag nach der ersten gesamtdeutschen Bundestagswahl, am 3. Dezember 1990, fusionierte die Partei (mit Ausnahme des sächsischen Landesverbandes) mit den westdeutschen Grünen.
Die Partei ging wesentlich auf das 1988 gegründete Grün-Ökologische Netzwerk Arche zurück. Im April 1989 kündigte die Arche an, zur nächsten Volkskammerwahl mit einer von der Einheitsliste der Nationalen Front unabhängigen Grünen Liste antreten zu wollen. Dies war der erste Versuch in der Geschichte der DDR, den parlamentarischen Alleinvertretungsanspruch der SED-geführten Nationalen Front herauszufordern. Die Vorbereitungen zur Gründung der Partei verzögerten sich jedoch aufgrund von Widerständen innerhalb der Umweltbewegung, so dass während der politischen Umbrüche im Herbst 1989 andere Parteien vor der Grünen Partei gegründet wurden.
Die Grüne Partei war von Februar bis April 1990 mit einem Minister ohne Geschäftsbereich im Kabinett Modrow sowie nach der Wahl am 18. März 1990 mit acht Sitzen in der Volkskammer vertreten. Als Teil der Listenvereinigung Grüne/Bündnis 90 stellten die Grünen im ersten gesamtdeutschen Bundestag zwei der acht Abgeordneten. Da die westdeutschen Grünen an der Fünf-Prozent-Hürde scheiterten und sich wegen der im Vorfeld noch ausgebliebenen Fusion nicht auf das Wahlergebnis der ostdeutschen Liste stützen konnten, wie es bei einer bundesweiten Partei der Fall gewesen wäre, waren die beiden ostdeutschen Abgeordneten die einzigen Bundestagsabgeordneten der am folgenden Tag entstandenen gesamtdeutschen Grünen. Die Bundestagsgruppe von Grünen und Bündnis 90 war ein Vorreiter der Fusion zu einer gemeinsamen Partei 1993.

## Von der Umweltbewegung zur Partei

### Vorgeschichte

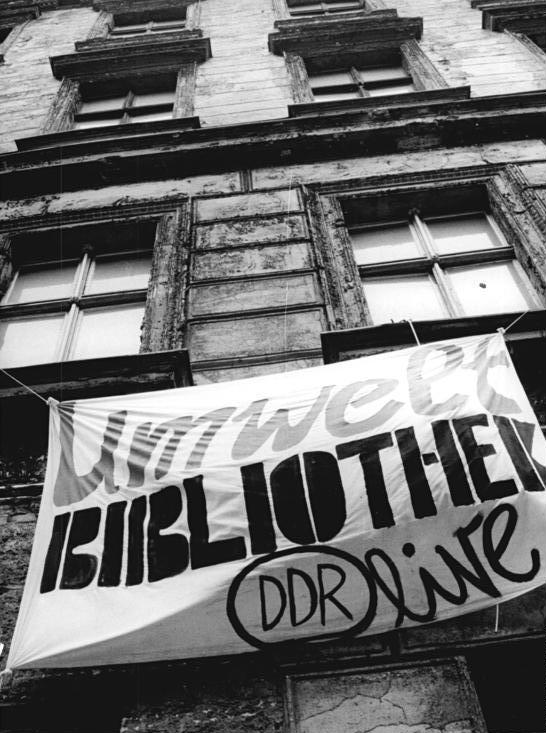
Berliner Umweltbibliothek im Januar 1990

Der Ursprung der Partei liegt in der Umweltbewegung der DDR. In den 1980er Jahren entstanden als Folge der Umweltverschmutzung überall im Land Umweltgruppen. So gab es bis 1988 etwa 80 Umweltgruppen unter dem Dach der Kirche. Anfangs war die Beschäftigung mit Umweltthemen noch eng mit der Friedens- und Menschenrechtsbewegung verschränkt, erst Mitte der 1980er Jahre differenzierten sich zunehmend themenspezifische Gruppierungen heraus. Wichtige Themen waren unter anderem die Zerstörung der Umwelt durch den Tagebau, die Luftverschmutzung durch den massiven Einsatz der Braunkohle, der Uranbergbau der Wismut AG, die Umweltzerstörungen durch die chemische Industrie um Bitterfeld, die „Tonnenideologie“ der DDR-Wirtschaftspolitik und, besonders nach der Nuklearkatastrophe von Tschernobyl 1986, die Nutzung der Atomenergie.
Erste Pläne zur Gründung einer Grünen Partei gab es 1984. Bei einem Treffen von DDR-Umweltschützern mit Petra Kelly und Gert Bastian wurde erwogen, eine solche Partei als Sektion der westdeutschen Grünen zu gründen. Diese Überlegungen wurden jedoch fallengelassen, da es dazu keine legale Möglichkeit gab und eine Umsetzung die Mitglieder deshalb zwangsläufig kriminalisiert hätte, zudem waren die Pläne auch innerhalb der westdeutschen Grünen Partei nicht durchsetzbar. Einzelpersonen hatten immer wieder vage Pläne einer (grünen) Parteigründung, so Vera Wollenberger um 1984 oder Hans-Jochen Tschiche seit 1987.
1986 gründete sich die Initiative Frieden und Menschenrechte (IFM), die sich für die Herstellung von Rechtsstaatlichkeit und für eine Demokratisierung der DDR einsetzte. Im selben Jahr wurde in den Kellerräumen der Berliner Zionskirchengemeinde die Umwelt-Bibliothek (UB) gegründet, die sich schnell zur wichtigsten Institution des Informationsaustausches der Umwelt-, aber auch der Friedens- und Menschenrechtsbewegung entwickelte. Bis dahin war das Kirchliche Forschungsheim in der Lutherstadt Wittenberg die einzige Einrichtung, die die lokalen Umweltgruppen koordinierte. Die Umwelt-Bibliothek gab die Samisdat-Zeitschrift „Umweltblätter“ (später „telegraph“) heraus, die bis zur Wende das bedeutendste Organ der DDR-Opposition war. Für eine effiziente DDR-weite Vernetzung der Ökogruppen fehlten der Umwelt-Bibliothek die Organisationsstrukturen, letztlich aber auch der Wille, solche überhaupt aufzubauen, da die unabhängigen Umweltgruppen stark auf Autonomie und Basisdemokratie setzten. So verlief eine Debatte über den Aufbau eines ökologischen Netzwerks auf dem dritten Berliner Ökologieseminar 1987 kontrovers und eine Gründung wurde mehrheitlich abgelehnt.
Deshalb ergriffen einzelne Vertreter verschiedener Umweltgruppen im Januar 1988 die Initiative und gründeten gegen das Diskussionsergebnis des Ökologieseminars das Grün-Ökologische Netzwerk Arche, dessen Strukturen und relativ hoher Organisationsgrad einer Partei bereits nahe kamen. Das föderale, auf dem demokratischen Vertretungsprinzip fußende Netzwerk war besonders innerhalb der basisdemokratisch-anarchistisch orientierten Berliner Umwelt-Bibliothek heftig umstritten. Im Kern basierte die Kritik auf einem durch die fast vollständige Durchinstitutionalisierung der realsozialistischen Gesellschaft hervorgerufenen tiefgreifendem Misstrauen der oppositionellen Gruppen in der DDR gegenüber Parteien und allen zentralistischen Organisationen. Die Differenzen führten dazu, dass die Arche-Mitglieder von der Mehrheit um Wolfgang Rüddenklau aus der Umwelt-Bibliothek ausgeschlossen wurden, darunter Carlo Jordan, der sowohl bei der Gründung der UB, als auch der Arche eine zentrale Rolle spielte. Statt die Gründungserklärung der Arche abzudrucken, veröffentlichten die Umweltblätter einen Unvereinbarkeitsbeschluss. Deshalb gab die Arche mit der „Arche Nova“ ein für damalige Verhältnisse professionell gestaltetes, bis zu achtzig Seiten umfassendes und in einer Auflage von mehreren tausend Exemplaren erscheinendes eigenes Samisdat heraus.
Die Spaltung der kirchlichen Umweltszene lag ganz im Interesse der Staatssicherheit, die zu diesem Zweck mit Falk Zimmermann, dem späteren Parteisprecher Henry Schramm, dem späteren Finanzgeschäftsführer der Grünen Partei Mario Hamel und anderen inoffizielle Mitarbeiter in die Arche eingeschleust hatte.
Seit 1988 liefen, bestärkt durch intensive Kontakte zum osteuropäischen Netzwerk von Umweltgruppen „Greenway“, Vorbereitungen der Gruppe, eine parteiähnliche Vereinigung zu gründen. Anlässlich der Kommunalwahlen vom 7. Mai 1989 versuchte die Arche wie auch andere oppositionelle Gruppen, Kandidaten auf der Liste der Nationalen Front zu platzieren, was aber misslang. Deshalb wurde auf einem Sprechertreffen Ende April 1989 in Halle beschlossen, für die nächste Volkskammerwahl 1991 eigene Kandidaten in einer „Grünen Liste“ aufzustellen. Diese sollte nicht nur Umweltschützern, sondern auch Kandidaten der Friedens- und Menschenrechtsbewegung offenstehen. Der Plan wurde bereits im Vorfeld der Kommunalwahlen, am 26. April 1989, auf einer Veranstaltung in Berlin öffentlich erklärt. Diese „Erklärung zur Kommunalwahl“ erschien am Tag vor der Wahl auch in der taz und im West-Berliner Radio 100. Der Historiker und Journalist Hans Michael Kloth sieht in diesem zielgerichteten Versuch, mit der Grünen Liste eine zur Einheitsliste der Nationalen Front konkurrierende Wahlliste an einer Wahl teilnehmen zu lassen, die erste offene Herausforderung des parlamentarischen Alleinvertretungsanspruchs der SED in der Geschichte der Deutschen Demokratischen Republik. Nach der Aufdeckung des Wahlbetrugs bei den Kommunalwahlen vom 7. Mai trat am 3. Juni 1989 ein Arche-Vertreter auf dem ersten Berliner Umwelttag in der Treptower Bekenntniskirche mit konkreten Forderungen nach sofortigen Neuwahlen unter Zulassung der Grünen Liste an die Öffentlichkeit.

### Parteigründung

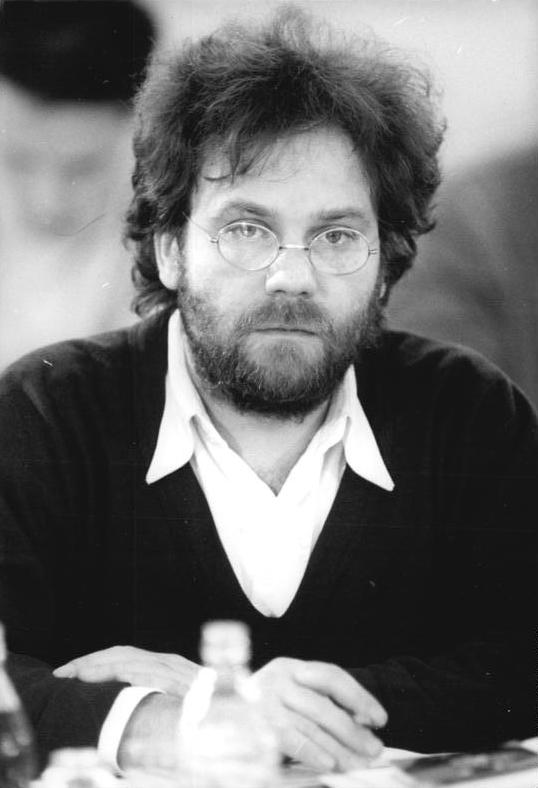
Carlo Jordan, Sprecher der Grünen Partei in der DDR (1990)

Die politischen Umbrüche im Herbst 1989 änderten die Voraussetzungen für die Konstituierung einer Partei grundlegend. Seit August 1989 wurden auch in anderen oppositionellen Gruppen Parteien oder parteiähnliche Vereinigungen vorbereitet. Am 9. September wurde das Neue Forum als Sammlungsbewegung, am 12. September die Bürgerbewegung Demokratie Jetzt und am 7. Oktober mit der Sozialdemokratischen Partei in der DDR (SDP) die erste unabhängige Partei in der DDR gegründet. Im Dezember folgte der ebenfalls als politische Partei konzipierte Demokratische Aufbruch (DA). Diese Dynamik erhöhte den Druck, den Prozess einer grünen Parteigründung zu beschleunigen, insbesondere, weil das grüne Themenfeld von anderen Gruppen besetzt zu werden drohte. Das Neue Forum stellte Wirtschaft und Ökologie noch vor der politischen Teilhabe an erste Stelle eines Problemkatalogs und der Demokratische Aufbruch versuchte, eine grüne Partei zu verhindern, um die Umweltaktivisten an sich binden zu können.
Zunächst versuchte die Arche, die geplante Wahlliste als „Grüne Liste im Neuen Forum“ anzusiedeln. Wegen der unklaren Organisationsstruktur des Neuen Forums erschien diese Option jedoch als unsicher, zumal insbesondere Bärbel Bohley und Reinhard Schult keinen „Parteiklüngel“ im Neuen Forum haben wollten. Auch Gespräche mit staatlichen Organisationen, namentlich der „Interessengemeinschaft Stadtökologie“ der Gesellschaft für Natur und Umwelt im Kulturbund, verliefen ergebnislos und es kam teilweise zu heftigen Auseinandersetzungen. Viele Einzelmitglieder der sich seit etwa 1986 zunehmend emanzipierenden Stadtökologiegruppen fanden jedoch in den folgenden Monaten den Weg in die neu entstehende Partei, darunter Klaus-Dieter Feige, Bundestagsabgeordneter ab 1990, Ernst Dörfler und Bernd Reichelt, beide Mitglieder der Volkskammerfraktion 1990, Marianne Dörfler, Mitglied des ersten Sprecherrats, sowie Olaf Möller, Landtagsabgeordneter in Thüringen ab 1990.
| Parteivorstand    | Parteivorstand |
| ----------------- | --- |
| 26. November 1989 | Vorläufiger Sprecherrat: Marianne Dörfler, Carlo Jordan, Gerd Klötzer, Vollrad Kuhn, Henry Schramm, Christine Weiske                                                                |
| 11. Februar 1990  | Judith Demba, Friedrich Heilmann, Viktor Liebrenz, Dorit Nessing-Stranz, Henry Schramm, Christine Weiske; Vera Wollenberger (Pressesprecherin), Mario Hamel (Finanzgeschäftsführer) |

In einem Gründungsaufruf vom 5. November 1989 nannte eine „Initiativgruppe zur Gründung einer Grünen Partei in der DDR“ als ihre Hauptziele den Umweltschutz, den ökologischen Umbau der DDR sowie Friedenssicherung und Gleichberechtigung von Mann und Frau. Vorgelegt wurde der Aufruf von 15 zumeist der Arche angehörenden und aus Berlin stammenden Mitgliedern der Initiativgruppe auf dem 6. Berliner Ökologieseminar in der Bekenntniskirche. Bereits im Vorfeld des Treffens hatten unter anderem Hans-Peter Gensichen und Olaf Möller in der gesamten DDR Rundbriefe verschickt, in denen sie sich strikt gegen die geplante Parteigründung aussprachen. Sie argumentierten, dass Umweltthemen in allen Parteien vertreten sein sollten. Vor allem aber fühlten sich viele der Teilnehmer des Seminars überrumpelt, so dass es zu einem heftigen Eklat und zum Zerwürfnis der beiden Strömungen kam. Jeweils etwa die Hälfte der rund 300 anwesenden Teilnehmer konstituierten daraufhin noch auf dem Ökologieseminar, das vom 24. bis 26. November 1989 stattfand, die Grüne Partei bzw. die sich davon distanzierende Grüne Liga. Als Name der neuen Partei wurde bewusst nicht „Die Grünen“ gewählt, um deutlich zu machen, dass es sich um eine eigenständige Partei und nicht um eine von den westdeutschen Grünen abhängige Gruppierung handelte. Schon im Dezember 1989 legten Ernst und Marianne Dörfler einen ersten Programmentwurf vor, der mit Unterstützung der Bundestagsfraktion der Grünen durch thematische Arbeitsgruppen erarbeitet worden war.
Auf dem ersten Parteitag vom 9. bis 11. Februar 1990 in Halle wurde die Partei von etwa 400 Delegierten formell gegründet. Die neue Partei sprach sich für einen ökologischen Wandel im Land aus, eine schnelle Wiedervereinigung mit der Bundesrepublik lehnte sie ab. Mit der Wahl eines neuen Parteivorstands wurden die Hauptakteure der Gründungsinitiative weitgehend in den Hintergrund gedrängt. Dies war zum einen auf die umstrittene Form der Parteigründung, zum anderen auf in der DDR verbreitete Ressentiments gegen die Hauptstadt Berlin zurückzuführen.

### Aufbau der Parteistrukturen
Recht zügig wurden, vom zentralen Koordinierungsbüro vorangetrieben, in allen 15 Bezirken Kontaktadressen zum Aufbau einer landesweiten Organisationsstruktur eingerichtet, wenig später kamen zahlreiche Kontaktgruppen auf Kreisebene hinzu. Bis zum ersten Parteitag im Februar 1990 hatte die Grüne Partei bereits etwa 3.000 Mitglieder. Landesverbände etablierten sich Anfang April 1990 in Thüringen und Brandenburg, in Sachsen, Sachsen-Anhalt und Mecklenburg-Vorpommern dagegen erst im August bzw. September 1990. Schon das Hallenser Programm vom Februar 1990 hatte die späteren neuen Bundesländer vorweggenommen. Auch nach der Einrichtung von Landesgeschäftsstellen blieben die Bezirksgeschäftsstellen als informelle Informations- und Koordinierungsbüros bestehen. Das wichtigste Gremium zwischen den Parteitagen war ein in vierzehntäglichem Rhythmus tagender Delegiertenrat. Dieser sollte die Entscheidungsfindungen effektiv gestalten und gleichzeitig die Parteibasis einbeziehen. Die Grüne Partei in der DDR wurde 21. Mitglied der Europäischen Föderation Grüner Parteien. Im Gegensatz zu den westdeutschen Grünen, die in den 1980er Jahren von heftigen Auseinandersetzungen zwischen „Realos“, „Fundis“, „Ökosozialisten“ und anderen Strömungen geprägt waren, bestimmte die Ost-Grünen ein pragmatischer naturwissenschaftlich-technischer Ansatz.
Der rasche Aufbau einer relativ gut organisierten Partei unterschied die Grünen erheblich von den Gruppierungen der Bürgerbewegung. Jede Bezirksstelle erhielt mit Unterstützung der bundesdeutschen Grünen Computer und Kopierer. Wichtigster Posten für die Finanzierung war eine Anschubfinanzierung der Modrow-Regierung für neue Parteien in Höhe von etwa fünf Millionen DDR-Mark. Der Informationsaustausch basierte auf Telefax und ab Sommer 1990 auf einem umfangreichen Computer-Mailbox-System. Zu dieser Zeit gab es in den Geschäftsstellen insgesamt 36 Planstellen. Angesichts der guten Vernetzung und der relativ wenigen hauptamtlich Beschäftigten galt die Grüne Partei in der DDR als effizienter als ihr westdeutsches Pendant. Während die Grüne Partei das Augenmerk auf den Ausbau eines effektiven Kommunikationsnetzes legte, gaben die Bürgerbewegungen in den Wahlkämpfen wesentlich mehr Geld für Handzettel aus. Aufgrund der effizienteren Arbeit verfügten die Grünen im Herbst 1990 mit rund 1,2 Millionen Mark über deutlich mehr Geld als die anderen Gruppierungen der Bürgerbewegung mit zusammen ungefähr 300.000 Mark.

## Wirken in der DDR

### Runder Tisch, Regierung Modrow

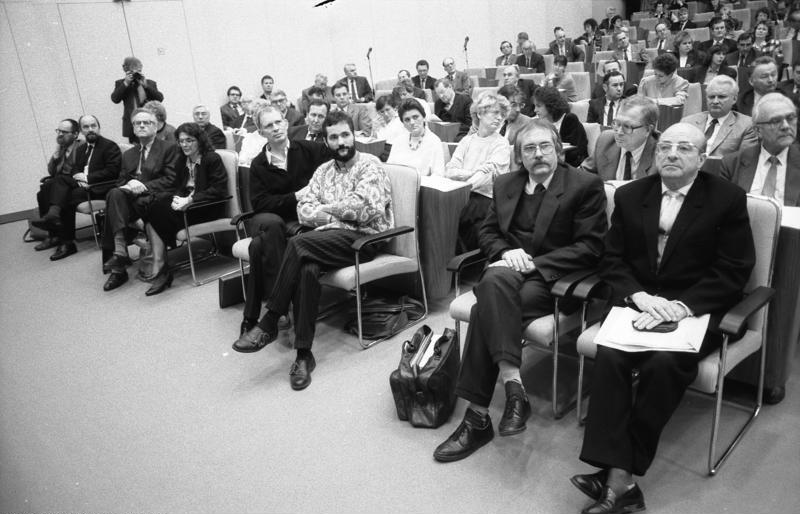
Matthias Platzeck (dritter von rechts in der vorderen Reihe) als Minister ohne Geschäftsbereich in der Volkskammer

Die Grüne Partei war ab dem 7. Dezember 1989 mit zwei Vertretern am Runden Tisch beteiligt. Carlo Jordan vertrat die Grünen bei allen 16 Sitzungen, Marianne Dörfler elfmal. Vom 5. Februar bis zum 12. April 1990 beteiligte sich die Partei an der „Regierung der Nationalen Verantwortung“ unter Hans Modrow, einer Koalition von SED und Blockparteien, in die die neuen Parteien und Gruppierungen am 5. Februar je einen Minister ohne Geschäftsbereich entsandten. Für die Grüne Partei wurde Matthias Platzeck Minister, obwohl dieser zu diesem Zeitpunkt noch kein Mitglied der Partei, sondern der Grünen Liga war, während Klaus Schlüter die Grüne Liga vertrat. Relativ schnell hatten sich die Differenzen innerhalb der Umweltbewegung angesichts der sich überschlagenden Ereignisse beruhigt, und viele frühere Gegner der Parteigründung wie Olaf Möller übernahmen nun selbst wichtige Aufgaben in der Grünen Partei.
Dafür wuchsen Spannungen zwischen Grünen und anderen Gruppierungen der Bürgerbewegung, die über die unterschiedlichen inhaltlichen Schwerpunkte hinausgingen. Das Misstrauen der Bürgerbewegung Parteien gegenüber – unter den oppositionellen Gruppierungen am zentralen Runden Tisch verstanden sich nur die Grüne Partei, die Sozialdemokratische Partei und der Demokratische Aufbruch ausdrücklich als solche – wurde dadurch bestärkt, dass sich die Grünen dafür aussprachen, nur Parteien zur vorgezogenen Volkskammerwahl zuzulassen. Bei allen Unterschieden gab es jedoch zahlreiche gemeinsame Positionen zwischen den Bürgerbewegungen, der Grünen Partei in der DDR und den westdeutschen Grünen. Dazu zählten die konföderative Lösung der Deutschen Frage, die Auflösung des Ministeriums für Staatssicherheit, die Wahrung gesellschaftlicher Eigentumsrechte an Grund und Boden, die Auflösung der Militärblöcke sowie die Notwendigkeit eines ökologischen Umbaus von Wirtschaft und Gesellschaft.

### Die Fraktion Bündnis 90/Grüne in der ersten frei gewählten Volkskammer 1990

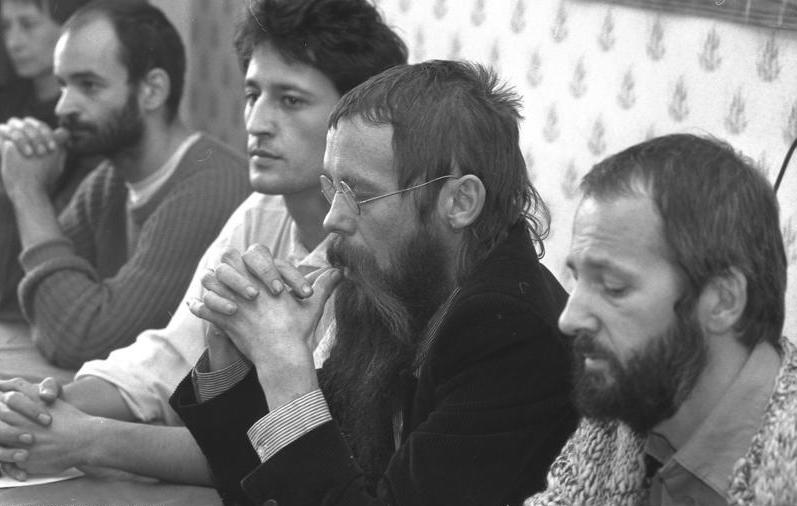
Henry Schramm, Mitglied des ersten Sprecherrats der Grünen Partei und Bundestagskandidat, bestätigt im September 1990 auf einer Pressekonferenz, dass er jahrelang als Inoffizieller Mitarbeiter für die Staatssicherheit gearbeitet habe.

Wegen der Differenzen im Vorfeld der Volkskammerwahl gehörte die Grüne Partei nicht zu der aus dem Neuen Forum, der Initiative Frieden und Menschenrechte (IFM) und Demokratie Jetzt (DJ) gebildeten Wahlallianz Bündnis 90, sondern ging ein Wahlbündnis mit dem Unabhängigen Frauenverband (UFV) ein. Dabei spielten die organisatorischen Unterschiede zwischen Grünen und Bürgerbewegung für die Öffentlichkeit von Anfang an keine Rolle und wurden kaum wahrgenommen, die verschiedenen thematischen Schwerpunkte Umwelt und Bürgerrechte schlossen sich keineswegs gegenseitig aus.
Grüne und UFV errangen bei der ersten freien Volkskammerwahl am 18. März 1990 2,0 Prozent. Eine Sperrklausel gab es nicht, sodass Ernst Dörfler, Christine Grabe, Peter Hildebrand, Jürgen Mäder, Matthias Platzeck, Bernd Reichelt, Uwe Täschner und Vera Wollenberger Sitze in der Volkskammer errangen. Da somit alle acht Mandate an die Grüne Partei fielen und diese sich weigerte, dem UFV Plätze abzutreten, zerbrach das Wahlbündnis aus Grünen und UFV. Zusammen mit dem Bündnis 90, das 2,9 Prozent und damit 12 Abgeordnete erreicht hatte, bildete die Grüne Partei in der Volkskammer die Fraktion Bündnis 90/Grüne. Das Wahlergebnis musste alle beteiligten Gruppen enttäuschen, vereinigten sie doch die meisten der Kräfte, die an der Überwindung des SED-Regimes maßgeblich mitgewirkt hatten. Dem Wunsch der Bevölkerung nach einer reibungslosen, möglichst raschen wirtschaftlichen und politischen Vereinigung sowie dem professionellen, weitgehend von den westdeutschen Schwesterparteien finanzierten und wesentlich über die bundesdeutschen Medien ausgetragenen Wahlkampf der westlichen Parteiapparate hatten Grüne und Bündnis 90 außer der hohen Reputation ihrer Protagonisten letztlich wenig entgegenzusetzen. Im Gegensatz zur SPD, zum Bündnis 90 und zu den Grünen konnten sich die Wahlsieger der aus CDU, DSU und Demokratischem Aufbruch gebildeten Allianz für Deutschland, der FDP-nahe Bund Freier Demokraten sowie die SED-Nachfolgerpartei PDS auch noch auf die übernommene Infrastruktur, auf das Vermögen und teilweise auf das Personal der ehemaligen Blockparteien stützen. Die westdeutschen Grünen wollten nicht so massiv wie die etablierten Bundestagsparteien in den ostdeutschen Wahlkampf eingreifen, ihre 50.000 DM Aufbauhilfe für die Grüne Partei in der DDR spielten eine eher untergeordnete Rolle. Für die Grünen kam erschwerend hinzu, dass alle neu entstandenen Parteien und Bewegungen grundsätzlich für einen ökologischen Umbau der Gesellschaft eintraten, die Umweltproblematik gleichzeitig aber angesichts zu erwartender sozialer und wirtschaftlicher Probleme in der Umbruchsituation in den Hintergrund trat.
Die Organisation des parlamentarischen Alltagsgeschäfts gestaltete sich schwierig. Die Abgeordneten mussten sich nicht nur schnell in ihre neuen Aufgaben einarbeiten, sondern die meisten Anträge und Gesetzesentwürfe wurden unter Zeitdruck schon nach einem Tag in der Volkskammer debattiert und verabschiedet. Mit Wolfgang Templin gab es zunächst nur einen Fraktionsmitarbeiter, und erst Mitte Mai konnte eine Pressestelle eingerichtet, Finanzexperten sowie Juristen eingestellt, persönliche Mitarbeiter gesucht und Arbeitsmaterialien wie Schreibmaschinen und Kopiergeräte angeschafft werden.
Da die Harmonisierung der Gesetze der DDR und der Bundesrepublik sich weitgehend auf eine bloße Übernahme der bundesdeutschen Gesetzestexte beschränkte, blieb der Volkskammer, den Ausschüssen und erst recht der kleinen Fraktion Bündnis 90/Grüne sehr wenig Spielraum für politische Gestaltung. Die Fraktion stimmte geschlossen gegen das Gesetz zum Vertrag über die Schaffung einer Währungs-, Wirtschafts- und Sozialunion zwischen der Deutschen Demokratischen Republik und der Bundesrepublik Deutschland vom 18. Mai 1990. Maßgeblichen Anteil hatten die Bündnisgrünen daran, dass die Akten der Staatssicherheit nicht wie geplant ins Bundesarchiv nach Koblenz verlegt, sondern ein Sonderausschuss zur Kontrolle der Auflösung des Ministeriums für Staatssicherheit (MfS)/Amt für Nationale Sicherheit (AfNS) unter der Leitung des Bündnis-90-Abgeordneten Joachim Gauck eingerichtet wurde, aus dem später die sogenannte Gauck-Behörde hervorging. Ernst Dörfler leitete den Ausschuss für Umwelt, Naturschutz, Energie und Reaktorsicherheit.
Mit dem Beitritt der DDR zur Bundesrepublik Deutschland am 3. Oktober 1990 wurden 144 von der Volkskammer gewählte Abgeordnete in den Bundestag entsandt. Davon gehörten sieben der bündnisgrünen Fraktion an, darunter die Grünen Ernst Dörfler, Matthias Platzeck und Vera Wollenberger. Die Delegierten waren in einer Fraktionssitzung am 18. August 1990 in geheimer Wahl bestimmt worden.

### Kommunal- und Landtagswahlen 1990
| Wahlergebnisse der Bürgerbewegung | Wahlergebnisse der Bürgerbewegung | Wahlergebnisse der Bürgerbewegung                     | Wahlergebnisse der Bürgerbewegung |
| Datum                             | Wahl                              | Ergebnis (Liste)                                      | Mandate                           |
| --------------------------------- | --------------------------------- | ----------------------------------------------------- | --------------------------------- |
| 18. März 1990                     | Volkskammer                       | 2,9 % (Bündnis 901) 2,0 % (Grüne/UFV)                 | 12 8                              |
| 14. Okt. 1990                     | Brandenburg                       | 6,4 % (Bündnis 902) 2,8 % (Grüne/UFV/GP)              | 6 –                               |
| 14. Okt. 1990                     | Sachsen-Anhalt                    | 5,3 % (Grüne/NF/DJ/IFM/UFV)                           | 5                                 |
| 14. Okt. 1990                     | Thüringen                         | 6,5 % (NF/Grüne/DJ) 1,0 % (UFV)                       | 6 –                               |
| 14. Okt. 1990                     | Mecklenburg- Vorpommern           | 4,2 % (Grüne) 2,9 % (Neues Forum) 2,2 % (Bündnis 903) | – –                               |
| 14. Okt. 1990                     | Sachsen                           | 5,6 % (NF/Grüne/DJ/UFV)                               | 10                                |
| 2. Dez. 1990                      | Bundestag                         | 6,0 % 4 (Bündnis 90/Grüne)                            | 8                                 |

1 Neues Forum, Initiative Frieden und Menschenrechte, Demokratie Jetzt
 2 Neues Forum, Demokratie Jetzt
 3 Demokratie Jetzt, Initiative Frieden und Menschenrechte, Unabhängiger
 Frauenverband, Vereinigte Linke
 4 Ergebnis im Wahlgebiet der neuen Bundesländer mit Ost-Berlin
Bei den Kommunalwahlen am 6. Mai 1990 schnitten die Grünen nur unwesentlich besser ab, als bei der Volkskammerwahl. Auf den verschiedenen Grünen Listen kandidierten auch Vertreter der Grünen Liga, es konnten aber nicht überall Wahllisten aufgestellt werden. Relativ gut war das Ergebnis der Grünen im späteren Bundesland Mecklenburg-Vorpommern, wo sie auf 2,4 Prozent kamen. Bei der Wahl der Stadtverordnetenversammlung von (Ost-)Berlin erzielte das Bündnis 90 9,9 Prozent, die Grüne Liste dagegen nur 2,7 Prozent. Das in Westdeutschland etablierte politische Spektrum spielte besonders auf kommunaler Ebene keine wesentliche Rolle. So kam es in den Kommunen teilweise zu Koalitionen mit der CDU. Insgesamt bestätigten die Kommunalwahlen, dass das Wählerpotenzial in der DDR nicht allzu groß war.
Am 14. Oktober 1990 fanden die ersten Landtagswahlen in den neu konstituierten ostdeutschen Ländern statt. Die Grünen zogen in Sachsen-Anhalt in einer Verbindung mit dem Neuen Forum mit 5,3 Prozent, in Thüringen zusammen mit dem Neuen Forum sowie Demokratie Jetzt mit 6,5 Prozent und in Sachsen mit anderen Bürgerbewegungen unter dem Dach des Neuen Forums mit 5,6 Prozent in die Landtage ein. In Brandenburg und Mecklenburg-Vorpommern eskalierten die Konflikte zwischen den verschiedenen grün-bürgerbewegten Gruppierungen so, dass man sich allen wahltaktischen Zwängen zum Trotz nicht auf gemeinsame Listen einigen konnte. In Brandenburg erzielte das Bündnis 90 (hier bestehend aus dem Neuen Forum und Demokratie Jetzt) 6,4 Prozent der Zweitstimmen, die Grünen scheiterten mit 2,8 Prozent an der Fünf-Prozent-Hürde. Es kam mit der Regierung Stolpe zu einer Koalition aus SPD, FDP und Bündnis 90, wobei Matthias Platzeck, der inzwischen als Spitzenkandidat zur Bürgerbewegung gewechselt war, Minister für Umwelt, Naturschutz und Raumordnung wurde. In Mecklenburg-Vorpommern erhielten das Neue Forum, das Bündnis 90 (hier bestehend aus Demokratie Jetzt, Initiative Frieden und Menschenrechte, Unabhängigem Frauenverband und der Vereinigten Linken) und die Grünen zusammen 9,3 Prozent der Stimmen, dennoch scheiterte jede der drei Gruppen an der Sperrklausel. Die Grünen waren hier mit 4,2 Prozent die stärkste der drei Gruppierungen.
Nachdem der rot-grüne Berliner Senat Momper wegen Meinungsverschiedenheiten zwischen SPD und der Alternativen Liste (AL) über die Räumung besetzter Häuser im Bezirk Friedrichshain auseinandergebrochen war, wurde das Abgeordnetenhaus von Berlin am 2. Dezember 1990, dem Tag der Bundestagswahl, neu gewählt. Bei dieser ersten Gesamtberliner Wahl zum Abgeordnetenhaus kandidierten sowohl die West-Berliner Alternative Liste, als auch ein Ost-Berliner Wahlbündnis aus Grünen, Bündnis 90 und Unabhängigem Frauenverband jeweils in beiden Teilen der Stadt, die jeweils eigene Zählgebiete bildeten. Beide Listen veröffentlichten vor der Wahl eine gemeinsame Wahlplattform und verabredeten eine gemeinsame Fraktion im Abgeordnetenhaus. Berlinweit erzielte die AL 5,0 % der Stimmen, während Bündnis 90/Grüne/UFV auf 4,4 % kamen. In den Ostberliner Bezirken kam das Wahlbündnis auf Ergebnisse zwischen 8,0 % in Marzahn und 13,5 % in Prenzlauer Berg. 1,7 % der Zweitstimmen im Ostberliner Zählgebiet gingen an die AL, umgekehrt bekam das Ostberliner Wahlbündnis in den westlichen Bezirken 1,4 % der Zweitstimmen, darunter 4,1 % in Kreuzberg. Die Bürgerbewegung konnte damit elf Abgeordnetensitze erringen, unter denen sich mit Judith Demba und Brigitte Engler zwei Grüne befanden.

## Deutsche Vereinigung und Fusion mit den westdeutschen Grünen

### Bundestagswahl 1990

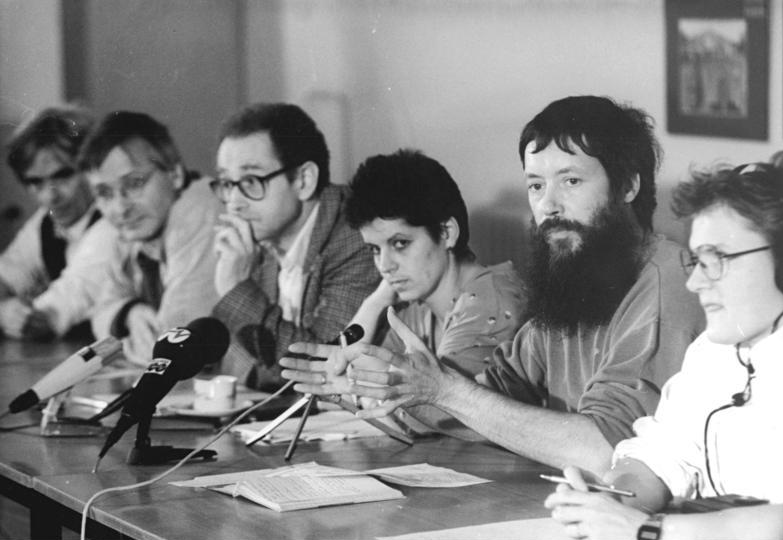
Auf einer gemeinsamen Pressekonferenz nach den Landtagswahlen erklären die Bürgerbewegungen sowie die Grünen Ost und West, dass ein gemeinsames Antreten zu den Bundestagswahlen unumgänglich sei (von links nach rechts: Christian Ströbele (Grüne West), Klaus Wolfram (Neues Forum), Konrad Weiß (Demokratie Jetzt), Kathrin Menge (Initiative Frieden und Menschenrechte), Friedrich Heilmann (Grüne Ost), Christina Schenk (UFV)).

Zur Bundestagswahl 1990 wollten Grüne und Bürgerbewegung in den ostdeutschen Ländern sowie die West-Grünen in der alten Bundesrepublik antreten. Damit sollte die Eigenständigkeit der ostdeutschen Bürgerbewegung gewährleistet bleiben. Um dieses zu ermöglichen, erhoben die Grünen eine Klage vor dem Bundesverfassungsgericht gegen die Fünf-Prozent-Klausel. Auch die Ost-Grünen hatten auf ihrem zweiten Parteitag vom 7. bis 9. September 1990 beschlossen, sich erst am Tag nach der Bundestagswahl, am 3. Dezember 1990, mit den West-Grünen zu einer gesamtdeutschen Partei zu vereinigen. Christine Weiske und Friedrich Heilmann wurden als Mitglieder des künftigen gemeinsamen Bundesvorstandes der Grünen gewählt. Gleichzeitig benannte sich die Partei in „Die Grünen“ um. Aufgrund der Befürchtung, dass das Bundesverfassungsgericht der Klage nicht stattgeben würde, bildeten nach schwierigen und langwierigen Verhandlungen am 5. August die Grünen aus Ost und West, das Neue Forum, Demokratie Jetzt, die Initiative Frieden und Menschenrechte, der Unabhängige Frauenverband sowie Einzelkandidaten der Vereinigten Linken die Listenvereinigung Bündnis 90/Grüne-BürgerInnenbewegungen, um so die Fünf-Prozent-Hürde im gesamten Bundesgebiet nehmen zu können. Da das Bundesverfassungsgericht am 29. September 1990 entschied, es sollten bei dieser Wahl Ost- und Westdeutschland einmalig als zwei getrennte Wahlgebiete gelten, in denen jeweils die Sperrklausel Anwendung fand, kandidierte das Bündnis nun ohne die West-Grünen in den neuen und die westdeutschen Grünen in den alten Bundesländern.
Während dem Wahlbündnis mit 6,1 Prozent der Erststimmen und 6,05 Prozent der Zweitstimmen im ostdeutschen Wahlgebiet der Einzug in den Bundestag gelang, scheiterten die Grünen im Westen mit 4,8 Prozent an der Fünf-Prozent-Hürde. Einer Gesamtpartei hätte es gereicht, in einem der beiden Wahlgebiete über fünf Prozent zu kommen, auch wenn sie insgesamt weniger als fünf Prozent der gültigen Wählerstimmen erreicht hätte. Für die ostdeutschen Grünen bedeutete dies, dass sie vier Jahre lang die gesamte Partei im Bundestag vertraten, ohne direkt in eine Minderheitsposition in einer gemeinsamen Bundestagsfraktion zu geraten.
Von den acht Bundestagsabgeordneten der Listenvereinigung gehörten mit Klaus-Dieter Feige und Vera Wollenberger zwei der Grünen Partei an. Da Bündnis 90/Grüne weniger als fünf Prozent der Bundestagsabgeordneten stellten, konnte keine Bundestagsfraktion, sondern nur eine Bundestagsgruppe gebildet werden.

### Fusion mit den westdeutschen Grünen (1990) und mit dem Bündnis 90 (1993)
Im Gegensatz zu den anderen Gruppierungen der Bürgerbewegung verstanden sich die DDR-Grünen von Anfang an als politische Partei und hatten dabei die westdeutschen Grünen als Vorbild. Gleichwohl blieben sie zunächst auf Distanz zur westdeutschen Schwesterpartei, deren Streitkultur dem Geist der konsensorientierten Runden Tische entgegenstand. Parteiinterne Charakteristika der West-Grünen wie die Trennung von Amt und Mandat oder das Rotationsprinzip wurden nicht, die Frauenquote nur in sehr abgeschwächter Form übernommen. Im Mai 1990 wurden kurzfristige Fusionspläne der West-Grünen als Anmaßung und Übergehung basisdemokratischer Entscheidungsprozesse noch zurückgewiesen. Angesichts der bevorstehenden deutschen Vereinigung herrschte aber in Ost wie West Konsens darüber, dass es auch eine geeinte grüne Partei würde geben müssen. Insgesamt hatten die vor allem umweltpolitisch orientierten Ost-Grünen sehr viel weniger Probleme mit einer Fusion mit den West-Grünen als die strikt auf ihrer Eigenständigkeit beharrenden Bürgerbewegungen, die sich als Anwälte des Umbruchs in Ostdeutschland verstanden.
Die DDR-Grünen waren bis zur Vereinigung wieder auf etwa 1800 Mitglieder geschrumpft, dem standen über 40.000 Mitglieder im Westen gegenüber. Angesichts der geringen Mitgliederzahl war es ein enormer Kraftakt der Partei, in knapp neun Monaten vier Wahlkämpfe zu bestreiten und daneben die Partei- als auch die jeweiligen Fraktionsstrukturen vollkommen neu aufzubauen. Mit der Fusion wurden die zentralen Strukturen der Partei in Ostdeutschland aufgelöst, was sich als fataler Beitrag zur Marginalisierung der Grünen in Ostdeutschland erwies. Auch die Hauptgeschäftsstelle in Berlin wurde aufgelöst und nach Bonn verlegt. Der Landesverband Sachsen mit seinen rund 400 Mitgliedern ging den Schritt der Fusion vorerst nicht mit, sondern gründete am 27. September 1991 mit dem Neuen Forum und Demokratie Jetzt die selbständige politische Vereinigung Bündnis 90/Die Grünen in Sachsen. Er war damit neben der gemeinsamen Bundestagsgruppe ein Vorreiter der deutschlandweiten Vereinigung der Grünen und des Bündnis 90 zur Partei Bündnis 90/Die Grünen.
1991 schlossen sich das Neue Forum, Demokratie Jetzt und die Initiative Frieden und Menschenrechte zur parteiähnlichen politischen Vereinigung Bündnis 90 zusammen. Ein Teil des Neuen Forums ging diese Fusion jedoch nicht mit. Bis dahin traten unter diesem Namen Wahlvereinigungen in unterschiedlichen Zusammensetzungen an, nun genügte das Bündnis 90 dem deutschen Parteiengesetz. Ende 1991 folgten Gespräche über eine Fusion mit den Grünen, die schließlich nach längeren Verhandlungen 1993 erfolgte. Die heutigen ostdeutschen Landesverbände der Partei sind also sowohl Nachfolger der Grünen Partei in der DDR, als auch der im Bündnis 90 zusammengeschlossenen Gruppierungen der Bürgerbewegung. Die Vereinigung von Grünen und Bündnis 90 erwies sich besonders auf der Ebene der Landes-, Kreis- und Ortsverbände teilweise als äußerst schwierig. Besonders in Brandenburg und Mecklenburg-Vorpommern gab es erhebliche gegenseitige Vorbehalte, die bei der Fusion auch zu Austritten prominenter Politiker aus dem Bündnis 90 führten, darunter Matthias Platzeck, Wolfgang Templin und Günter Nooke.